# Tatonka történetei
A Tatonka történetei (eredeti cím: Les Légendes de Tatonka) francia televíziós 3D-s számítógépes animációs sorozat, amelyet a Cyber Group Studios készített. A forgatókönyvét Pierre Sissmann írta, a sorozatot Olivier Lelardoux rendezte, a producere Pierre Sissmann volt. Franciaországban a TiJi, France 5 et Piwi+ vetítette, Olaszországban a Rai sugározta, Magyarországon a Minimax és az M2 adta.

## Tartalom
Tatonka egy bölcs öreg bölény, aki Észak-Amerikában él, egy erdőben, ugyanott, ahol négy farkaskölyök a szüleivel. Tatonka a legjobb barátjuk, aki arra buzdítja a farkaskölyköket, hogy számukra egy új és ismeretlen világot fedezzenek fel. Arra szeretné őket tanítani, hogy hogyan boldoguljanak szüleik nélkül a gyakran ellenséges és sok titkot rejtő világban. Izgalmas kalandjaikat követhetjük a vadonban, élvezve a vidám történetet és a barátság legszebb pillanatait.

## Szereplők

### Kölykök
Wanji: A történet főszereplője. Fiatal vezéregyéniség tulajdonságokkal rendelkező farkaskölyök.
Yamni: Wanji húga.
Topa: Wanji húga.
Nunpa: Wanji testvére.
Cinksi: Hiúzkölyök, a farkaskölykök barátja.
Poum: Medvebocs, a farkaskölykök barátja.
Wahi: Mókus, a farkaskölykök barátja.
Tap-Tap: Fiatal hód lány, a farkaskölykök barátja.
Moose: Jávorszarvas borjú, a farkaskölykök barátja.
Pahin: Fiatal tarajos sül lány, a farkaskölykök barátja.
Wambli: Fiatal sas lány, a farkaskölykök barátja.
Luta: A farkaskölykök unokatestvére.
Ska: A farkaskölykök unokatestvére.

### Felnőttek
Tatonka: Öreg bölény, aki segít a kölyköknek.
Wicasa: Farkas, a farkaskölykök apja.
Winyam: Farkas, a farkaskölykök anyja.
Mato: Medve, Pom nagybátyja.
Ina: Hiúz, Cinksi anyja.
Akevanji: Tag Wicasa falkájába, Wicasa helyettese.
Thanksi: Farkas, Wicasa falkájához tartozik, Akevanji szerelme.
Winona: Farkas, Luta és Ska anyja.
Willinam: Luta és Ska apja, aki meghalt ismeretlen okok miatt.
Bigmoose: Moose apja, a jávorszarvascsapat vezetője.
Ayuhel: Egy fiatal jávorszarvas,aki sokat vitatkozik Moose-al és Bigmoose-al is.
Alfa: Wambli apja, egy mélyen tisztelt rétisas, aki nem szólal meg egyetlen részben sem.
Fehér medve: Egy névtelen fehér medve,aki fenn él a hegyekben és nem szólal meg egyetlen részben sem.
Kígyók, nyulak, fekete sasok, varjak: Egyéb állatok a történetben,akik sokat szerepelnek,de nincs külön nevük és tulajdonságaik és nem is tudnak beszélni.

### Gonoszok
Szakadár farkasok: Kóbor farkasok,Wicasa riválisai,akiket Taima vezet.
Tork: Puma,aki lejár Wicasa területére vadászni.
Akicíta: Rozsomák,aki néha betör a falka területére és zaklatja az ott élőket.
Prérifarkasok:Gyáva antagonisták,akik megpróbálják támadni a farkaskölyköket és a gyengébb állatokat.

## Szereplők leírása
Wanji: Ő egy vezéregyén tulajdonságokkal rendelkező barna ordas farkaskölyök, aki bátor, merész, védelmező és ugyanakkor átgondolt is, jó a problémamegoldó és vezető képessége. Az életét is odaadná testvéreiért.Ő a legidősebb kölyök négyük közül és a falka következő vezére.
Cinksi: Egy fiú vörös hiúz, Wanji legjobb barátja. Megértő, figyelmes, nagyon jól lát és hall és nagyon szeret a farkasokkal játszani. Olykor szeret felvágni. Soha senkit nem hagy magára a bajban, segítőkész. Az erdőtűz című epizódban is ő menti meg Wanji életét.
Topa: Egy fehér farkaskölyök, Wanji húga. Segítőkész, megértő, szeret tanulni, gondoskodó és bátor is, ha arról van szó. A sorozatban első évadjában megmenti testvére, Yamni életét. Kicsit félénk is, fél a veszélyektől és az idegenektől.
Yamni: Egy barna ordas farkaskölyök, Wanji húga. Ő is nagyon segítőkész és odaadó, viszont nehezen viseli a sérelmeket és szeret Wanjival versengeni. Gyakran kalandozik a bátyjával, szeret felfedezni és nem riad vissza semmitől, merész farkaskölyök.
Wahi:  Egy fiatalabb fiúmókus, szeret a többi állattal lógni. Vicces, szeret mindig mindenkit megnevettetni, emellett pedig nagyon félti a tobozait és a saját bundáját is. Ha a farkasok mellette vannak, nagyon felbátorodik, de ha egyedül marad, már közel se ilyen merész, fut, ahogy tud. Ugyanakkor jószívű kis mókus, segítőkész és óva intő. Szereti felfújni a dolgokat.
Moose: Egy fiú jávorszarvasborjú, Bigmoose, a jávorszarvascsapat vezérének a fia. Nagylelkű és védelmező, nem engedi, hogy bántsák a barátait. Játékos, szeret Wahival játszani, de ugyanakkor nagyon ijedős és félénk is. Sokszor nem ért egyet apjával és hajlamos túl hirtelen dönteni.
Nunpa: Egy szürke ordas farkaskölyök, Wanji húga. (bár eredetileg fiú lenne, erre több utalás is van). Csendes típus, nem mindig szereti kimondani a véleményét, inkább követi a testvéreit és Wanjit. Nehezen viseli, ha kicsúfolják vagy bántják, szemet szemért, fogat fogért alapon van. Őt senki nem tudja megfejteni igazán, de az biztos, hogy szíve a helyén van, és nagyjából olyan, mint a testvérei: segítőkész, megértő és védelmező.
Poum: Egy grizzly medvebocs, Mato unokaöccse. Ügyetlen, és elég mohó is, nem szereti, ha kinevetik. Ezenkívül viszont mindig szívesen segít a barátainak. Szerethető, és ha arról van szó, a mohóságán túl nagylelkű is tud lenni. Sokat veszekszik Wahival és Tap-Tappal.
Tap-Tap: Egy fiatal hód lány, aki a közeli Pisztráng-folyón szokott gátakat építeni. Ő is segítőkész és védelmező, de emellett elég félénk az idegenekkel szemben és türelmetlen a többiekkel, főleg Poummal.  Sok mindent ró mások szemére és elég válogatós is.
Wambli: Egy ifjú rétisas, Alfa lánya. Szeleburdi és sokszor felejt el dolgokat. Jószándékú, mindig készen áll, hogy segítsen másoknak. Mivel tud repülni, gyakran őt bízzák meg, hogy figye ljen, kövessen illetve találjon meg másokat.
Tatonka: Egy már nagyon idős amerikai bölény. Tapasztalt és rendkívül bölcs, ezt pedig gyakran kihasználja, hogy jó útra térítsen másokat és segítsen a többieknek.  Önzetlenül segít mindenkinek, ha baj van, akár a saját élete kockáztatásával. Mindenki tiszteletben tartja és becsüli, még egy saját bölény csapata is van. A kölyköknek gyakran mesél és ráébreszti őket a barátság és egymás fontosságára. A részek elején és végén is mond tanulságokat.
Luta és Ska: Két sötétebb színű farkas testvér, Wanjiék unokatestvérei. Az anyjukkal, Winonával élnek Wicasa falkájában, mivel az apjuk, Willinam (valószínűleg Wicasa testvére)  ismeretlen okból kifolyólag meghalt és Wicasa befogadta őket a falkában. Ezért is eléggé úgy érzik, hátrányos helyzetük van a falkában és Wanjiékat mindenki jobban szereti,féltékenyek rájuk. Mivel nincs apjuk, eléggé neveletlenek és rossz magatartásúak. Mindent megtesznek, hogy felülkerekedjenek és keresztbe tegyenek Wanjiéknak és barátaiknak: csalnak, hazudnak, lopnak, csúfolódnak, megfélemlítenek, elveszik a másét és kihasználják az erejüket. Szeretnek felvágni, de ha kiderül, hogy mit tettek, vagy egy tényleges veszély jön, gyáván menekülnek és sunyják le a füleiket. Egyszóval elég negatív szereplők, senki nem rajong értük. Viszont Wicasa így is hajlandó megbocsátani, ahogy Wanjiék is segíteni nekik. Luta hajlamos néha kihasználva a felsőbbségét maga alá rendelni és bántani Skat, ami a 3.évad 10.részben derül ki.
Pahin: Egy gyáva, de jószívű ifjú tarajos sül lány. Mindentől fél és aggódik meg kicsit önbizalomhiányos. Hajlamos eltúlozni a dolgokat, éppen ezért nem mindig hisznek ill. foglalkoznak vele. Ha viszont rájön, hogy mégse olyan, amilyennek hiszi magát, vagy csak kicsit bátorítják, elképesztő dolgokra képes.
Wicasa: Egy lilás-kékes ordas felnőtt kan farkas, Luta és Ska nagybácsikája, Winyam párja,a farkaskölykök apja és a helyi falka vezére.Az állatok nagyrészével jóban van,Tatonkával is jóbarátok,de vannak riválisai is:pl.Tork,Akicíta,a szakadárok és a prérifarkasok. A kölykeiért bárkivel szembe száll,ellenben ha ők csinálnak valami rosszat, szigorú és ellentmondást nem tűrő apaként lép fel.Másokat tisztelő és becsülő farkas,és a kölyköket is igyekszik a lehető legjobban tanítani.Ha valami nem tetszik neki,azt ki is nyilvánítja,de magától soha nem keresi a bajt.Komoly,átgondolt és felelősségteljes farkas, karizmatikus és határozott egyén,mindig tudja,mit csinál.Jó alfa,mindig a falka érdekeit tartja szem elött és védi, emellett pedig minden tagot támogat,ahogy tud.
Winyam: Egy fehér felnőtt farkasszuka, a farkaskölykök anyja, Wicasa párja és a helyi falka alfanősténye.Gondoskodó, türelmes, segítőkész,megértő és védelmező mind anya,mind farkas.A kölykei közt nem tesz kivételt,mindegyiküket ugyanúgy szereti és támogatja,és ha segítségre szorulnak,mindenáron megpróbál segíteni nekik.Engedékenyebb és elnézőbb,mint Wicasa,sokat is próbálja engesztelni a párját a döntéseibe,de ha olyan dolgot tettek a kölykök, nem áll a férje útjába.Ezen kívül viszont ő úgy gondolja,jobb ha a kölykök saját maguk tanulnak a hibáinkból, nem pedig büntetések árán.Tapasztalt és bölcs farkas, bízik a kölykeiben és átlátja az adott helyzeteket.Viszont ezzel egyetemben nagyon félti is Wanjiékat,ha huzamosabb ideig nem jönnek vissza,egyből aggódni kezd értük és keresni kezdi őket.Higgadt,nyugodt, határozott és átgondolt farkas,a problémákat jól oldja meg.Alfanőstényként is helyt áll,sokat mutatkozik Wicasával és ő is a falka érdekeit nézi.Emellett minden tagnak megpróbál segíteni és elérni,hogy minél jobb életük lehessen a falkán belül.
Akevanji: Egy szürke ordas kan farkas,Wicasa helyettese,a helyi falka tagja.Ha Wicasa éppen nincs a falkánál,Akevanji intézi a falka dolgait és vigyáz rájuk meg a kölykökre.Mint kiderül az 1.évad 4.részébe,a kölyköket Wicasa mellett ő is tanítja.Idegenekkel szemben bizalmatlan, nagyon falkaérdekű farkas,mindennél előbbre teszi a falkát és annak biztonságát.Wicasával sokban hasonlítanak egymásra,ezért is jóban vannak.Akevanji is egy komoly, felelősségteljes, karizmatikus és határozott farkas,pont mint Wicasa.Elkötelezett,és nagyon nehezen lehet meggyőzni.Szerelme Thaksi,egy falkabeli vadász,akivel a 3.évad 7.részébe eldöntik,hogy közösen alapítanak egy falkát és kölykeik lesznek.Végül aztán visszajöttek az élelemhiány miatt Wicasa falkájába és elnapolták a falka alapítását a következő évre.
Tork: Egy hegyi puma,aki a közeli hegyekben él,de gyakran lejön élelmet keresni és megkeseríteni a kölykök életét.Negatív szereplő,szereti kihasználni az erőfölényét és a fürgeségét,de ha szorul a hurok,inkább egyből elinal.Eléggé kiismerhetetlen személyiség,hirtelen tűnik fel és tűnik el.
Szakadárok: Másnéven kóbor farkasok.3 szürke ordas kan,akiknek az egyrészt az a célja,hogy elkapják a farkaskölyköket,másrészt meg hogy legyőzzék Wicasát ezzel átvéve Wicasa falkája és területe fölötti irányítást.Gyakran járnak be a területre a kölyköket hajkurászni és zaklatni a többi állatot ill.Wicasa falkáját.Nem adják fel egykönnyen és nem riadnak vissza egészen addig,amíg nem biztos a túlerő.Minden helyzetet kihasználnak és megpróbálnak feltörni.Vezetőjük Taima,egy erőszakos és romlott farkas,az egyik csatlósának a neve pedig Zigeila.
Prérifarkasok: 3 kan prérifarkas,akik rendkívül gyávák és sunyik.Céljuk a kölykök elkapása és az élelem szerzés természetesen Wicasa területén.Sokat járnak be ezért is vadászni és balhézni,egészen addig,amíg nem találkoznak egy náluk erősebb állattal.Szeretik kihasználni,ha ők az erősebbek és szórakozni a gyengébbel,egyszer még Tatonkát is kiszemelik maguknak.Emellett nagyon beképzeltek és lenézőek is,viszont nagyon könnyen átejthetők is felnőtt létükre.Gyávák,mindenkitől félnek,és ha szembe kerülnek egy náluk erősebbek,egyből könyörögni kezdenek,hogy ne bántsák őket és gyorsan eliszkolnak.A vezetőjük Calisca,a csatlósainak a neve pedig Maslica és Widco.(Egyébként testvérek).Ők állandóan azon veszekednek,hogy ki a felsőbbrangú.

## Magyar hangok
- Tatonka – Vass Gábor
- Wanji – Berkes Bence
- Yamni – Molnár Ilona
- Topa – Mezei Kitty
- Nunpa – Vadász Bea
- Cinksi – Baráth István
- Poum – Markovics Tamás
- Wahi – Pusztaszeri Kornél
- Wicasa – Szokol Péter
- Winyam – Mics Ildikó
- Tap-Tap – Dögei Éva
- Moose – Pálmai Szabolcs
- Pahin – Czető Roland
- Wambli / Winona – Solecki Janka
- Luta / Akicita – Renácz Zoltán
- Ska – Erdős Borcsa
- Mato – Maday Gábor
- Ina – Balsai Móni
- Akevanji – Megyeri János
- Tork – Bolla Róbert
- További magyar hangok: Bodrogi Attila, Faragó András, Gubányi György, Kisfalusi Lehel, Megyeri János, Renácz Zoltán, Seszták Szabolcs, Solecki Janka

## Epizódok
| 1. Az üres folyó 2. Megmenteni egy barátot 3. Pahin, a rettenthetetlen 4. Nyomkeresők 5. Erdőtűz 6. A toboz tolvaj 7. A veszély szaga 8. A mi fiunk 9. A szivárvány vége 10. Veszély az égből 11. A jégfogú fenevad 12. Nehéz döntés 13. A fehér medve virága 14. Téli álom 15. Áradás 16. Mentsük meg Tatonkát 17. Jó barátok 18. Horgászat 19. Nyári vihar 20. Topa, a megmentő | 1. Üvöltés a Holdra 2. Cinksi adóssága 3. A nagy bogyóvadászat 4. Földrengés 5. A hegy hangja 6. Finom, de veszélyes 7. A nagyon okos fa 8. Hová tűnt Ina? 9. Családi kötelékek 10. Vadászleckék 11. Wahi fája 12. Poum és a vérszomjas medvemorgás 13. Wahi, a tréner 14. A számkivetett 15. Wahi gombája 16. Furcsa hangok 17. A hulló csillagok éjszakája 18. A szabadság íze 19. A Föld fölött 20. A segítség | 1. A nagy veszély 2. Egy segítő kéz 3. Egy Wahi nevű csali 4. Egy különleges fenyőtoboz 5. Nagy Poum 6. Sóra áhítozva 7. Egy új falka 8. Ártatlanul megvádolva 9. Szárazság 10. A fekete nap 11. Pánik 12. Wahi őse |